# Susan Eggers
Susan Jane Eggers (* 1943) ist eine US-amerikanische Computeringenieurin.

## Leben
Eggers studierte am Connecticut College mit dem Bachelor-Abschluss 1965 in Wirtschaftswissenschaften. Auf diesem Gebiet arbeitete sie 18 Jahre lang, bevor sie 1983 ein Informatik-Studium an der University of California, Berkeley begann, wo sie 1989 in Informatik bei Randy Katz promovierte (Dissertation: Simulation Analysis of Data Sharing in Shared Memory Multiprocessors). Danach war sie bis zur Emeritierung Professorin für Informatik an der University of Washington.
Sie befasst sich mit Computerarchitektur und Compiler-Konstruktion. Ende der 1980er Jahre leistete sie bedeutende Beiträge zur Kohärenz (cache coherency) von Cache-Speichern bei Multiprozessoren mit geteiltem Speicher, das heißt die Koordinierung der in verschiedenen teilweise von mehreren Prozessoren geteilten Speichern verteilten Daten in Multiprozessorsystemen. Mit Hank Levy entwickelte sie in den 1990er Jahren Simultaneous Multithreading (SMT), eine der bedeutendsten Entwicklungen in der Computerarchitektur der letzten Jahrzehnte. Das war die Basis für die Hardware-Umsetzung von Multithreading im Mainstream der kommerziell erfolgreichen Architekturen zum Beispiel bei Intel (Hyperthreading), aber auch bei Sun Microsystems und IBM. 2010 erhielt die Technik den test of time award des International Symposium on Computer Architecture (ISCA) der IEEE Computer Society. Eggers selbst war an der Übertragung der SMT Technologie in kommerzielle Computer bei IBM, Fujitsu, MemoryLogix und Sun Microsystems beteiligt.
Sie ist Fellow des Institute of Electrical and Electronics Engineers (IEEE) (2003) und der Association for Computing Machinery (ACM, 2002), deren Athena Lecturer sie 2009 war. 2006 wurde sie Fellow der National Academy of Engineering und der American Association for the Advancement of Science und 2013 Mitglied der American Academy of Arts and Sciences.

## Auszeichnungen
1990 erhielt sie einen Presidential Young Investigator Award der National Science Foundation. 2018 erhielt sie als erste Frau den Eckert-Mauchly Award für Computerarchitektur. Sie erhielt ihn für herausragende Beiträge zu Simultaneous Multithreading in der Computerarchitektur von Prozessoren und Verteilung und Kohärenz bei Multiprozessoren(Laudatio).

## Schriften (Auswahl)
- mit R. H. Katz, D. A. Wood, C. L. Perkins, R. G. Sheldon: Implementing a cache consistency protocol, ACM SIGARCH Computer Architecture News, Band 13, 1985, S.  276–283
- mit Mark Hill, Randy Katz u. a.: Design decisions in SPUR, Computer, Band 19, Nr. 11, 1986, S. 8–22
- mit R. H. Katz: A characterization of sharing in parallel programs and its application to coherency protocol evaluation, ACM SIGARCH Computer Architecture News, Band 16, 1988, S. 373–382
- mit B. N. Bershad u. a.: SPIN: An extensible microkernel for application-specific operating system services, Proceedings of the 6th workshop on ACM SIGOPS European workshop: Matching operating systems to application needs, ACM 1994, S. 68–71
- mit Dean M. Tullsen, Henry M. Levy: Simultaneous multithreading: Maximizing on-chip parallelism, 22nd Annual International Symposium on Computer Architecture, 1995, S. 392–403
- mit B. N. Bershad u. a.: Extensibility safety and performance in the SPIN operating system, ACM SIGOPS Operating Systems Review, Band 29, 1995, S. 267–283
- mit D. M. Tullsen,  J. S. Emer, H. M. Levy, J. L. Lo, R. L. Stamm: Exploiting choice: Instruction fetch and issue on an implementable simultaneous multithreading processor, ACM SIGARCH Computer Architecture News, Band 24, Heft 2, 1996, S. 191–202
- mit J. Auslander, B. N. Bershad u. a.: Fast, effective dynamic compilation, ACM SIGPLAN Notices, Band 31, Nr. 5, 1996, S. 149–159
- mit J. S. Emer, H. M. Levy, J. L. Lo, R. L. Stamm, D.M. Tullsen: Simultaneous multithreading: A platform for next-generation processors, IEEE micro, Band 17, 1997, S. 12–19
- mit J. L. Lo, L. A. Barroso, K. Gharachorloo, S. S. Parekh: An analysis of database workload performance on simultaneous multithreaded processors, ACM SIGARCH Computer Architecture News, Band 26, 1998, S. 39–50